# Vezikulární choroba prasat
Vezikulární choroba prasat je vysoce nakažlivé virové onemocnění prasat domácích a prasat divokých charakterizované tvorbou puchýřků (vezikul) na končetinách (na obvodu korunkového okraje, patkách, kůži mezi spárky), na rypáku a sliznici jazyka. Původcem je RNA virus z čeledi Picornaviridae. Je klinicky neodlišitelná od slintavky a kulhavky, se kterou má mnoho společného.

## Epidemiologie
Virus je značně odolný ve vnějším prostředí. V trusu a moči je virulentní po dobu 12 týdnů, v mraženém mase je infekční po dobu 2 měsíců. V některých salámech vyrobených z infikovaných prasat může přežívat až 100 dní. Zvířata se mohou nakazit přímo – kontaktem s infikovanými jedinci, nebo nepřímo kontaminovaným materiálem (dopravní prostředky, hnůj, močůvka, kontaminované krmivo, mechanický přenašeč – ptáci). Mortalita je nízká (do 10 %), nemocnost se pohybuje od 25 do 100 %. K onemocnění je vnímavý i člověk.

## Použitá literatura
- ŠTĚRBA O. Virové choroby spárkaté zvěře. Brno: VFU Brno, 1997.